# Alex Leukart
Alex Leukart (* 1939 in Manila) ist ein Schweizer Indogermanist und Mykenologe.
Leukart studierte an der Universität Zürich. Er schloss sein Studium der Indogermanistik und der Klassischen Philologie als Schüler des Indogermanisten Ernst Risch 1971 mit einer Lizentiatsarbeit zu den mykenischen Wurzelkomposita ab und wurde 1973 ebendort mit einer Dissertation zu den frühgriechischen Nomina auf -tas und -as promoviert, die erst 20 Jahre später im Druck erschien. Seit 1974 hatte Leukart eine Stellung als chargé de cours für Indogermanistik und Sanskrit an der Universität Genf inne, seit 1981 auch an der Universität Freiburg i. Üe. Er ist nunmehr pensioniert.

## Schriften (Auswahl)
Monographien
- Die frühgriechischen Nomina auf -tas und -as. Untersuchungen zu ihrer Herkunft und Ausbreitung (unter Vergleich mit den Nomina auf -eus). Verlag der Österreichischen Akademie der Wissenschaften, Wien 1994 (Veröffentlichungen der Mykenischen Kommission, Band 12) (= überarbeitete Dissertation Zürich 1973). – Rez. von Yves Duhoux, in: L’Antiquité Classique 66, 1997, S. 480–481, (online).
- Die mykenischen Wurzelkomposita. Lic. phil. Univ. Zürich, 1971.

Artikel
- William M. Calder III (Hrsg.): Hermann Diels (1848–1922) et la science de l’antiquité: huit exposés suivis de discussions. Avec la participation de Alex Leukart, François Paschoud et Olivier Reverdin. Fondation Hardt, Genève 1999. ISBN 2-600-00745-8 (Entretiens sur l’antiquité classique 45), (Auszüge online)
- Pylos Vn 493.1: a-<ko>-ro e-po a-ke-ra2-te. In: Ernesto de Miro, Louis Godart, Anna Sacconi (Hrsg.), Atti e memorie del secondo congresso di micenologia, Roma-Napoli, 14–20 ottobre 1991. Rom 1996, S. 311–314.
- Les signes *76 (ra2, “rja”) et *68 (ro2, “rjo”) et le nom du grand prêtre de Poséidon (sinon du roi) à Pylos. In: Jean-Pierre Olivier (Hrsg.), Mykenaïka. Actes du IXe Colloque International sur les Textes Mycéniens et Égéens. Athen 1992 (BCH Suppl. 25), 387–405.
- Mycenaean o-nu-ka, o-nu-ke, etc. A Concealed Root–compound? In: Petar Hr. Ilievski, Ljiljana Crepajac (Hrsg.), Tractata Mycenaea. Proceedings of the Eighth International Colloquium on Mycenaean Studies, Held in Ohrid (15–20 September 1985). Macedonian Academy of Sciences and Arts, Skopje 1987, S. 179–188.
- Homerisch ἀτρύγετος. In: Annemarie Etter (Hrsg.), O-o-pe-ro-si. Festschrift für Ernst Risch zum 75. Geburtstag. De Gruyter, Berlin, New York 1986, S. 340–345, (Auszug online).
- νεανιας und das urgriech. Suffix -αν-. In: Manfred Mayrhofer (Hrsg.), Lautgeschichte und Etymologie. Akten der sechsten Fachtagung der indogermanischen Gesellschaft, Wien, 24.–29. September 1978. Wiesbaden 1980, S. 238–247.
- Autour de ka-ko na-wi-jo: quelques critères. In: Ernst Risch, Hugo Mühlestein (Hrsg.), Colloquium Mycenaeum. Actes du VIe Colloque International sur les textes mycéniens et égéens, tenu à Chaumont-sur-Neuchâtel, du 7 au 13 septembre 1975. Genève 1979, S. 183–187.
- Γύης et ἰστοβοεύς chez Hésiode: deux vestiges de l'époque mycénienne en béotien. In: Museum Helveticum 35, 1978, S. 198–201, (online), doi:10.5169/seals-27780.
- Sur l’origine des adjectifs latins du type agrestis et campestris. In: Mélanges de Linguistique Offerts a Robert Godel. Librairie Droz, Genève 1977 (Cahiers Ferdinand de Saussure, no. 31), S. 117–126, (online); (online).
- Zur Herkunft der griechischen Nomina vom Typ ἀγρότης, οἰκέτης und περι-κτίτης, κυν-ηγέτης. In: Helmut Rix (Hrsg.), Flexion und Wortbildung. Akten der V. Fachtagung der Indogermanischen Gesellschaft (Regensburg 1973). Reichert, Wiesbaden 1975, S. 175–191.
- Annemarie Etter, Marcel Looser (Hrsg.): Ernst Risch, Kleine Schriften zum siebzigsten Geburtstag. De Gruyter, Berlin, New York 1981, S. 183 (= A propos de l’origine des masculins grecs en -ᾶς. In: Bulletin de la Société Linguistique de Paris 69, 1974, S. 109–119, dort S. 116), (online). – (Vorschlag Leukarts zur Wortbildung des Eigennamen Orestes)